# 本田茂
本田 茂（ほんだ しげる、1921年2月20日 - 2009年2月21日）は、日本の経営者。間組社長、会長を務めた。熊本県出身。

## 経歴
1941年に熊本高等工業学校土木工学科を卒業し、1946年に間組に入社。1975年11月に取締役に就任し、1977年12月に専務、1979年に副社長を経て、1981年8月に社長に就任。1989年12月に会長に就任し、1990年12月から1992年9月までには社長も兼任した。
2009年2月21日心不全のために死去。88歳没。